# Saison 1 de Mysterious Ways : Les Chemins de l'étrange
 (mars 2025).
Motif : en quoi la saison 1 a-t-elle une notoriété indépendante du reste de la série ?
- Archive Wikiwix
- Bing
- Cairn
- DuckDuckGo
- E. Universalis
- Gallica
- Google
- G. Books
- G. News
- G. Scholar
- Persée
- Qwant
- (zh) Baidu
- (ru) Yandex
- (wd) trouver des œuvres sur Wikidata

| 1. | Préciser le motif de la pose du bandeau. | Précisez le motif de la pose du bandeau en utilisant la syntaxe suivante : {{admissibilité à vérifier\|date=avril 2025\|motif=remplacez ce texte par le motif}}                                                             |
| 2. | Informer les utilisateurs concernés.     | Pensez à avertir le créateur de l'article, par exemple, en insérant le code ci-dessous sur sa page de discussion : {{subst:avertissement admissibilité à vérifier\|Saison 1 de Mysterious Ways : Les Chemins de l'étrange}} |

Chronologie
Saison 2 de Mysterious Ways : Les Chemins de l'étrange
Cet article présente la première saison de la série télévisée Mysterious Ways : Les Chemins de l'étrange.

## Distribution
- Adrian Pasdar : Declan Dunn
- Rae Dawn Chong : le Dr Peggy Fowler
- Alisen Down : Miranda Feigelsteen

## Diffusion
- Aux États-Unis, la saison a été diffusée sur Pax TV.
- Au Canada, la saison a été diffusée sur CTV.